# San Bernardino County
San Bernardino County er et county i det sydøstlige Californien, USA, grænsende op til Nevada.
Det er det største county i USA uden for Alaska.
Der bor per 2005 ca. 1.932.000 personer på de 52.073 km² (cirka 20% større end Danmark).
34°50′N 116°11′V / 34.83°N 116.19°V